# Megachile matsumurai
Megachile matsumurai är en biart som beskrevs av hirashima, Maeta och > 1974. Megachile matsumurai ingår i släktet tapetserarbin, och familjen buksamlarbin. Inga underarter finns listade i Catalogue of Life.